# Sermitsiaq
Il Sermitsiaq è una montagna della Groenlandia di 1210 m. Si trova a 64°18'N 51°30'O; appartiene al comune di Sermersooq. Uno dei principali quotidiani locali, ne prende il nome.